# Концерн Хлібпром
ПрАТ «Концерн Хлібпром» — один з найбільших виробників хліба в Україні та лідер на ринку хліба Західної України[джерело?], заснований у 2003 році з головним офісом у м. Львів. Входить до холдингу «Універсальна інвестиційна група». Сьогодні в структурі компанії функціонує 4 хлібозаводи для виробництва хлібобулочної, кондитерської продукції та хлібних напівфабрикатів, борошномельне підприємство, що забезпечує зберігання й переробку зерна та окремий підрозділ, що надає повний спектр послуг з організації кавового бізнесу "Фабрика кавових рішень".
Компанія створена 2003 року на базі крупних підприємств — «Львівського хлібозаводу № 5» та «Вінницяхліб». «Хлібпром» входить до п'ятірки найбільших хлібопекарських компаній України за часткою ринку та обсягом чистого доходу (2016 р.)[джерело?]. 
Це перша компанія хлібної галузі, яка отримала кредит від підрозділу Світового банку в Україні — Міжнародної фінансової корпорації[джерело?]. Також Хлібпром бере участь в програмі UKEEP і є потенційним споживачем міжнародних фінансових ресурсів на впровадження енергоощадних технологій.
В компанії працює понад 3200 осіб[джерело?].

## Структура ПАТ «Концерн Хлібпром»
Виробничі потужності:
- Львівський хлібозавод № 1
- Львівський хлібозавод № 5
- Цех кондитерських виробів
- Вінницяхліб (Вінниця)
- Явір-млин (Львівська обл.)

Торгові марки:
- ТМ «Agrola»
- TM «2GO»
- TM «Вінницяхліб»
- ТМ «Любляна»
- TM «Джуні»
- TM «Grill Bakery»
- TM «Harmony Sentivi»
- ТМ «Panerini»
- ТМ «Bandinelli»